# Gara Oxford
Gara Oxford este o gară care deservește orașul Oxford, Anglia. Aceasta este localizată la aproximativ 800 m la vest de centrul orașului, la nord-vest de Frideswide Square și la capătul estic al Botley Road. Se află pe linia de cale ferată dintre Londra Paddington și Hereford via Worcester Shrub Hill. Este punctul de plecare pentru trenuri rapide și locale spre gările Paddington și Marylebone și pentru trenuri locale spre Reading, Worcester (gările Shrub Hill și Foregate) și Banbury. De asemenea, se află pe linia nord/sud Cross Country din Manchester Piccadilly și Newcastle via Birmingham New Street și Reading spre Southampton Central și Bournemouth. Gara este administrată de către Great Western Railway și deservește și trenuri operate de CrossCountry și Chiltern Railways. Imediat la nord se află podul de cale ferată Sheepwash Channel peste Sheepwash Channel.

## Istoric

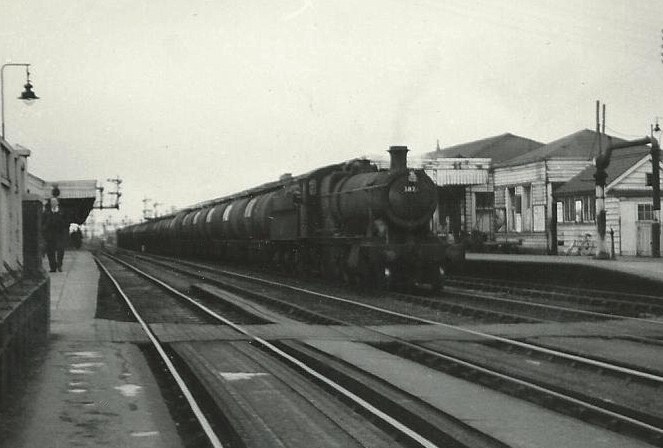
Un tren GWR 2-8-0 la Oxford, în 1965

Great Western Railway (GWR) a ajuns la Oxford pe 12 iunie 1844 cu o gară terminus în ceea ce este acum Western Road, Grandpont. În 1845, Oxford and Rugby Railway (ORR) a început să construiască propria sa linie, pornind de la o interesecție în New Hinksey, la 1,2 km la sud de gara GWR. Intersecția era cunoscută sub numele de Millstream Junction și se afla între viitoarele amplasamente ale haltelor Hinksey și Abbingdon Road, ambele deschise în 1908. GWR a preluat ORR în timp ce aceasta era încă în construcție, și a deschis linia până la Banbury pe 2 septembrie 1850. După doi ani, trenurile din Oxford spre Banbury porneau de la Grandpont și era necesar ca acestea să întoarcă la Millstream Junction pentru a putea continua călătoria.
Lucrările pentru prevenirea inundațiilor la sud de gară, în Hinksey, au dus la reducerea numărului de trenuri și înlocuirea acestora cu autobuze de la/spre Didcot Parkway în iulie și august 2016. Prin aceste lucrări, patul de cale ferată a fost înălțat cu mai bine de 0,5 m și au fost instalate de noi podețe pentru a reduce impactul inundațiilor în apropierea Tamisei (care provocase întreruperi de servicii în mai multe rânduri în ultimii ani). În același timp au fost efectuate lucrări de reparații la podul din Hanborough și modificări ale sistemului de semnalizare la Banbury. Proiectul de 18 milioane de lire sterline a fost finalizat pe 15 august 2016.
Gara a fost întotdeauna aglomerată. În plus față de serviciile actuale, anterior au existat trenuri pe rutele Wycombe Railway și Oxford, Witney and Fairford Railway și linia Blenheim and Woodstock. Trenuri care veneau din nord spre Southern Railway schimbau de obicei locomotiva la Oxford.
Pentru un timp, a fost cunoscută drept Oxford General, pentru a putea fi distinsă de gara Oxford Rewley Road de pe linia Universităților, spre Cambridge, care era adiacentă. Din 1933, cele două gări au fost administrate împreună, iar p1 1 octombrie 1951 British Railways a închis gara Rewley Road pentru călători și a transferat toate serviciile sale către fosta gară GWR.
La sud de gară, imediat la vest de șinele de cale ferată, se află cimitirul Osney, înființat în 1848, chiar înainte de clădirea actuală a gării. În apropiere este locul fostei Abații Osney.